# آرنولد (نبراسکا)
آرنلد(به انگلیسی: Arnold) شهری در ایالت نبراسکا کشور ایالات متحده آمریکا است که جمعیت آن در سرشماری سال ۲۰۱۰ میلادی، ۵۹۷ نفر بوده‌است.